# Alfred Rethel
Alfred Rethel (15 de maig de 1816 - 1 de desembre de 1859) va ser un pintor d'història alemany.

## Vida i educació primerenques
Rethel va néixer a Aquisgrà el 1816. Va mostrar interès per l'art en la seva vida primerenca, i als tretze anys va executar un dibuix que va aconseguir l'ingrés a l'acadèmia de Düsseldorf. Aquí va estudiar durant diversos anys i va produir, entre altres obres, una figura de Sant Bonifaci, que va cridar molt l'atenció.

## Carrera

Nemesis, 1837

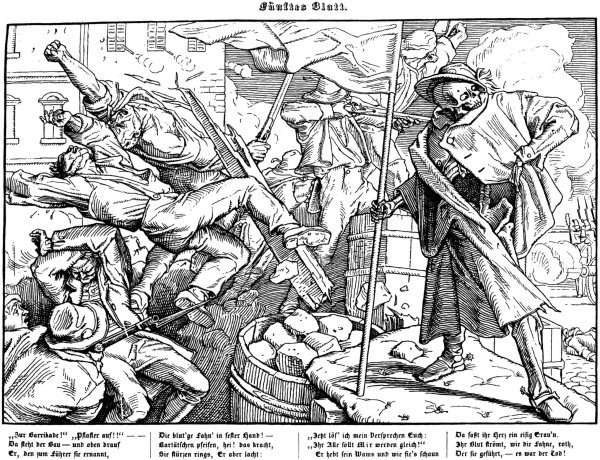
Dansa de la mort, 1848

Als vint anys, Rethel es va traslladar a Frankfurt, i va ser seleccionat per decorar les parets de la sala imperial del Römer amb pintures al fresc de figures d'homes famosos. Al mateix període, va produir una sèrie de dissenys que il·lustren la història de l'Antic Testament. Quatre anys després, Rethel va ser el guanyador en la competició per la tasca d'ornamentar la restauració de la casa de consells de la seva ciutat natal amb frescos que representaven esdeveniments destacats a la carrera de Carlemany, però l'execució d'aquest treball es va retardar uns sis anys. Mentrestant, Rethel es va ocupar amb la producció de quadres i dibuixos. El 1842, va començar una sorprenent sèrie de dissenys relacionats amb la Travessia dels Alps d'Hannibal, en què es feia palès l'estrany poder que animaria el seu art posterior.
El 1844 Rethel va visitar Roma, executant, juntament amb altres temes, un retaule per a una de les esglésies de la seva terra natal. El 1846, va tornar a Aquisgrà, i va iniciar els seus frescos de Carlemany. Però un desordre mental, atribuït, es creu, a un accident que va patir a la infància, va començar a manifestar-se. Aquest desordre el feia saltar de la bogeria al seny, i Rethel va produir algunes de les seves obres més impactants, individuals i impressionants. Llegendes estranyes foren explicades sobre l'efecte produït per alguns dels seus estranys temes. Per exemple quan va pintar Nemesis perseguint un assassí a través d'un paisatge pla. A terra hi havia un cos sacrificat, mentre que al davant hi havia l'assassí que s'acostava a la foscor i a sobre un àngel de venjança. Es diu que aquest quadre, que explicava la història, va ser guanyat en una loteria a Frankfurt per un personatge d'alt rang, que havia estat culpable d'un crim no descobert, i la contemplació del seu premi el va trastornar.
Una altra obra de Rethel va ser "Death the Avenger", un esquelet que apareix en una bola emmascarada, que es raspa de manera desenfrenada, com un violinista, sobre dos ossos humans. El dibuix embruixava el record dels seus artistes amics i pertorbava els seus somnis; i, en expiació, va produir l'obra "Death the Friend". Rethel també va executar una potent sèrie de dibuixos "La dansa de la mort" suggerits per les insurreccions belgues de 1848. Es tractava de dissenys, executats amb una tècnica basada en la d'Albrecht Dürer i animats per una imaginació similar a la d'aquest mestre major, per la que Rethel s'ha fet més famós.

## Mort
Alfred Rethel va morir l'1 de desembre de 1859, als 43 anys a Düsseldorf a causa dels efectes de la malaltia cerebral que sofria. En els seus darrers anys, el seu germà Otto Rethel (1822-1892) es va ocupar d'ell, així com la seva jove esposa Maria, filla d'August Grahl i la seva filla Else (1853-1933).

## Obra
- Rethel, Alfred. Auch ein Todtentanz (en alemany), 1849.